# Église Saint-Bruno de Grenoble
L'église Saint-Bruno est une église paroissiale de Grenoble, en France, dépendant du diocèse de Grenoble-Vienne. Elle est située au 53, place Saint-Bruno, dans le quartier Saint-Bruno, limitrophe du centre de Grenoble et tout proche de la gare de la ville.

## Historique
Le quartier Saint-Bruno était en pleine expansion et faisait partie de la paroisse hors-les-murs Saint-Joseph. La municipalité et le diocèse ayant créé une nouvelle paroisse indépendante, ont lancé un concours public pour la construction d'une nouvelle église en remplacement de la petite chapelle Saint-Bruno. Le vainqueur fut le célèbre architecte Anatole de Baudot. Mais le projet retenu pour la construction fut celui d'Alphonse Durand. Le projet est très proche de celui de la cathédrale Notre-Dame-et-Saint-Arnoux de Gap, remporté en 1866 par le célèbre architecte Charles Laisné.
Le chantier a été conduit par les architectes locaux Eugène Péronnet puis Alfred Berruyer (auteur de l'église Saint-Bruno de Voiron, entre autres), prenant tout à tour des libertés avec le projet initial, dont l'utilisation de pierres factices de ciment moulé, pour tout l'édifice, en remplacement de la pierre. Saint-Bruno est la première église construire entièrement en ciment moulé. Les Pères Chartreux ont financé la construction de l'église à hauteur de cent mille francs, en 1867.

## Description
L'église Saint-Bruno est de style néo-roman et présente une façade à première vue en pierre de taille qui sont en fait des pierres factices de ciment moulé. Ce choix fut fait pour minimiser les coûts de construction de l'église.
La flèche du clocher mesure 67 mètres de hauteur et rendait l'église Saint-Bruno le plus haut édifice de Grenoble avant la construction de la Tour Perret en 1925.